# 杨宗仁 (1966年)
杨宗仁（1966年5月—），男，蒙古族，辽宁彰武人，中华人民共和国政治人物，二级大法官，现任内蒙古自治区高级人民法院党组书记、院长。

## 生平
2018年2月24日，当选为第十三届全国人大代表。